# Ignacio Pérez López
Ignacio Pérez López (14 de marzo de 1994 en Madrigal de las Altas Torres, Ávila, España), más conocido como Nacho Pérez,  es un futbolista español.

## Trayectoria deportiva
Nacho nació en la localidad abulense de Madrigal de las Altas Torres, pasó por los filiales del Villarreal y del Rayo Vallecano y durante la campaña 2015-16 formó parte de la plantilla del Pobla de Mafumet, filial del Nástic, con el que compitió en Segunda B disputando 21 partidos y marcando seis goles.
Se trata de un jugador zurdo con vocación ofensiva y que también se desenvuelve por la derecha.
En agosto de 2016 firma con el Real Murcia, el joven jugador recala en la entidad grana cedido por el Nástic de Tarragona, conjunto de la Liga 1,2,3 con el que estaba realizando la pretemporada.
En enero de 2019, firma por el Arandina CF de la Segunda División B de España.
En julio de 2019, firma por el Mar Menor F. C. de la Tercera División de España. En su segunda temporada en el conjunto marmenorense, logra el ascenso a la Segunda División RFEF.
En la temporada 2021-22, jugaría en las filas del Mar Menor F. C. de la Segunda División RFEF. El 31 de enero de 2022, rescinde su contrato con el Mar Menor F. C.